# Габор Кубатов
Габор Кубатов (угор. Kubatov Gábor, нар. 17 лютого 1966, Будапешт) — угорський політик, депутат Угорського парламенту від партії «Фідес» з 2006 року. З 2011 року — президент футбольного клубу «Ференцварош».

## Біографія
Батько Габоора з Азербайджану, регіон Нахічевань, а мати — угорка. Він відвідував середню школу в Пештержебеті. Вищу освіту здобував у Геделійському аграрному університеті, але не закінчив його. З 1990 року працював приватним підприємцем у готельній сфері. В 1997 році він переїхав з сім'єю в Шорокшар.

## Політична кар'єра
Він був районним головою політичної партії «Фідес» у XXIII районі Будапешта. З 1 липня 2006 року став партійним директором «Фідес». На парламентських виборах в Угорщині 2006 року він був обраний до членів Національних зборів Угорщини від регіонального списку «Фідес» по Будапешту. Він був членом Комітету з культури та медіа з 9 жовтня 2006 по 13 травня 2010 року і зберіг свій мандат від будапештського регіонального списку «Фідес» на парламентських виборах у 2010 році. Він був членом комітету з прав людини, меншин, цивільних та релігійних справ з 30 травня 2006 по 5 травня 2014 року.
Кубатов був керуючим партійною виборчою кампанією під час угорського референдуму про відміну платних послуг 2008 року та виборів до Європейського парламенту в Угорщині у 2009 році.
13 грудня 2015 року його було обрано одним із чотирьох віце-президентів партії «Фідес».

## Футбол
З 2011 року є президентом футбольного клубу «Ференцварош».
Футбольні вболівальники Ференцвароша проводять регулярні акції протесту проти Кубатова. Їх категорично не влаштовує, як він керує клубом. Незважаючи на те, що при ньому було збудовано новий клубний стадіон «Групама Арена», уболівальники проти нововведень, пов'язаних із біометричною пропускною системою. З необхідністю заводити картку вболівальника, на якій утримуватимуться всі дані, включаючи і біометричні параметри людини. Багато хто вважає це неприйнятним вторгненням у особисте життя.
Також Кубатов створив приватну охоронну організацію з колишніх радикальних хуліганів фан-клубу «Ференцварош», зокрема засуджених за вбивства та інші тяжкі злочини. Члени організації стежать за порядком під час футбольних матчів, але також залучені і в політичну активність вкрай правого штибу.

## Скандали та критика
- Кубатов — один із найпасивніших членів Національних Зборів Угорщини з 2006 року. Протягом своєї парламентської кар'єри він лише раз виступив із промовою, 3 квітня 2007 року[5][11].
- Існують два аудіозаписи, опубліковані в 2010 році, і одне відео, опубліковане в 2012, де Кубатов говорить про створення списку з даними голосуючих громадян із зазначенням їх політичних переваг. Імовірно, «Фідес» використовує цей список, щоб активізувати своїх виборців. Це порушує таємницю голосування, а також є вторгненням у особисте життя. Додатково, на відео Кубатов інструктує активістів «Фідеса» порушити період мовчання перед виборами, коли заборонено агітацію, щоб схилити лінивих виборців до голосування[12] .